# 蒜場山
蒜場山（ひるばさん）は、新潟県新発田市と東蒲原郡阿賀町との境にあり山頂が新発田市側にある山である。山名は、ひるばやまと読むこともある。標高は1,363.0m、標高差は1,063mである。甲信越百名山、越後百山にそれぞれ選ばれている。

## 登山道
新潟県道335号滝谷上赤谷線で加治川沿いに遡り、加治川治水ダムを渡っていくと登山口がある。1997年に下越山岳会が登山道を整備した。岩岳(932m)から先には急な岩場・痩せ尾根が連続する箇所があり初心者には不向きだが、山頂からの展望は良く、飯豊連峰の好展望台である。
また道中には、かつての赤谷鉱山開発の名残であるレールやトロッコ等の遺構を見かけることもできる。コースタイムは登り約5時間。
- 加治川治水ダム--倉見平--岩岳--烏帽子岩--山伏峰--蒜場山山頂